# Hässleholm

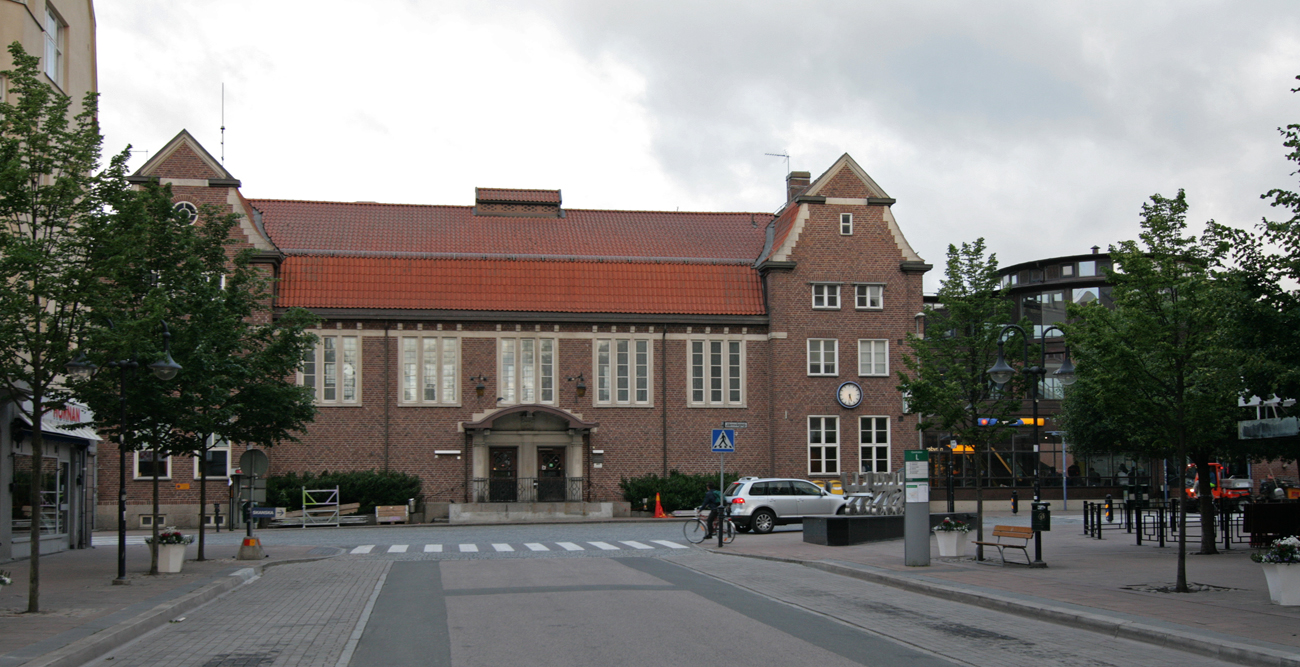
Gare de Hässleholm.

Hässleholm est une ville de Suède, chef-lieu de la commune de Hässleholm dans le comté de Skåne. 17 730 personnes y vivent.
Au sud-ouest de la ville se trouve le lac Finjasjön.

## Personnalités
- Andreas Dahl (1984-), footballeur né à Hässleholm.